# ゴードン・リード
ゴードン・リード（Gordon Reid、1987年3月4日 - ）は、スコットランドのラグビーユニオン選手。

## プロフィール
- スコットランド・アーバイン出身。
- ポジションはプロップ(PR)。
- 身長 188cm、体重 123kg
- スコットランド代表キャップは41（2020年4月現在）でラグビーワールドカップ2015・ラグビーワールドカップ2019のスコットランド代表に選ばれた[1]。

## 略歴
グラスゴー・ウォリアーズ、ロンドン・アイリッシュ、グラスゴー・ウォリアーズ、エアーシャー・ブルズを経て、2020年、ノーサンプトン・セインツに加入。 